# Jan Rafaj
Jan Rafaj (* 4. března 1977 Frýdek-Místek) je český podnikatel, od května 2023 prezident Svazu průmyslu a dopravy ČR.

## Život
Dětství prožil ve Frýdlantu nad Ostravicí. V letech 1995 až 2000 vystudoval právo na Právnické fakultě Masarykovy univerzity (získal titul Mgr.). Vzdělání si rozšířil v roce 2000 na studijním pobytu ve Finsku na University of Lapland a završil jej v letech 2005 až 2008 studiem MBA na Prague International Business School.
Je ženatý, má dvě děti (synové Jan a David). K jeho koníčkům patří horská kola, turistika, četba a hudba, které se věnuje aktivně s kapelou Ezyway. Je autorem textu ústřední písně k filmu Bony a klid 2 (2014).

## Profesní kariéra
Kariéru začínal v letech 2002 až 2005 ve Válcovnách plechu Frýdek Místek, období mezi roky 2006 až 2017 strávil na různých manažerských postech v ostravské hutní skupině ArcelorMittal, dnes Liberty Steel.
Od roku 2017 je jednatelem ostravské společnosti Heimstaden Czech (dříve RPG Byty, kde Domus N.V. je jediným akcionářem registrovaným v Nizozemsku a přes mateřskou společnost RPG Property B.V., kterou vlastnila BXR Group Limited, z 50% ovládaná Zdeňkem Bakalou a jeho rodinou). Společnost je největším poskytovatelem nájemního bydlení v Česku a dědicem více než 40 tisíc bytů po důlní firmě OKD.
Od roku 2011 byl viceprezidentem Svazu průmyslu a dopravy ČR. V květnu 2023 byl zvolen prezidentem Svazu průmyslu a dopravy ČR, když ve druhém kole volby porazil Mirka Topolánka (ze 78 přítomných delegátů pro Rafaje hlasovalo 47, získal tedy 60 % hlasů). Ve funkci tak vystřídal Jaroslava Hanáka.